# Хімічні волокна
Хімі́чні воло́кна — волокна, які одержують з продуктів хімічної переробки природних полімерів (штучні волокна) або з синтетичних полімерів (синтетичні волокна).
Виробництво (так зване формування) хімічних волокон звичайно полягає в продавлюванні розчину або розплаву полімеру через отвори фільєри в середовище, яке викликає затвердіння тонких волокон, що утворилися. Таким середовищем при формуванні з розплавів служить холодне повітря, з розчинів — гаряче повітря («сухий» спосіб) або спеціальний розчин, так звана осадна ванна («мокрий» спосіб). Випускаються у вигляді мононитки, штапельного волокна або пучка з безлічі тонких ниток, з'єднаних шляхом сукання.
Особливого розвитку виробництво хімічних волокон займало в 1958—1963 рр. Надзвичайно бурхливі темпи розвитку засвідчує те, що світове виробництво хімічних волокон збільшилось на 63,5 % і у 1963 році становило 4,404 млн тонн. В балансі текстильної сировини ці волокна займають друге місце (після бавовни).